# James O'Mara
James O'Mara (6 août 1873 – 21 novembre 1948) est un homme d'affaires et homme politique irlandais devenu leader nationaliste et membre clé du Premier Dáil révolutionnaire. En tant que député à la Chambre des communes du Royaume-Uni, il présente le projet de loi faisant de la Saint-Patrick une fête nationale en Irlande en 1903. Il est l'un des rares hommes politiques à avoir été à la fois membre de la Chambre des communes et du Dáil Éireann.

## Jeunesse
O'Mara est né à Limerick, fils de Stephen O'Mara et Elen Pigott et est éduqué par les Frères Chrétiens à Limerick et au Clongowes Wood College. Ses études à la Royal University of Ireland sont reportées après la mort de son oncle Jim en 1893, lorsque James est envoyé à Londres pour reprendre les fonctions commerciales de son oncle. Après son mariage en 1895 avec Agnes Cashel, sœur de la militante républicaine Alice Cashel, il s'installe à Epsom dans le Surrey, puis à Sydenham à Londres. Il obtient finalement son baccalauréat de la Royal University en 1898.

## Carrière politique
Aux élections générales de 1900, O'Mara est élu sans opposition comme député du Parti parlementaire irlandais pour South Kilkenny.
Sa carrière à la Chambre des communes est connue pour son introduction du Bank Holiday (Ireland) Act 1903, faisant de la Saint-Patrick une fête nationale. O'Mara introduit ensuite la loi exigeant que les pubs soient fermés le 17 mars, disposition qui n'a été abrogée que dans les années 1970.
En 1907, O'Mara démissionne du Parlement et du Parti parlementaire irlandais et rejoint plus tard le Sinn Féin, étant le premier député à le faire. Il retourne à Dublin en 1914 pour poursuivre son travail dans le commerce du bacon et reste actif au Sinn Féin.

## Dáil Éireann
Aux élections générales de 1918, il est directeur des finances du Sinn Féin et quatrième directeur des élections du parti (ses trois prédécesseurs ayant été emprisonnés). Il est élu député du Sinn Féin pour son ancienne circonscription de Kilkenny Sud, battant Matthew Keating du parti irlandais par 8 685 voix contre 1 855. Kilkenny Sud est l'une des 73 circonscriptions où les députés du Sinn Féin se sont engagés à ne pas siéger à Westminster. Au sein du premier Dáil Éireann, il devient administrateur des fonds du Dáil Éireann et se rend aux États-Unis avec Éamon de Valera pour poursuivre une campagne de collecte de fonds. Il démissionne de ses fonctions et de son siège au Dáil en 1921 après un désaccord avec de Valera.
Partisan du traité anglo-irlandais de 1921, il est nommé premier ambassadeur irlandais aux États-Unis, mais ne sert que brièvement.
Après la mort en 1923 de Philip Cosgrave, député Cumann na nGaedheal pour Dublin Sud et frère de William T. Cosgrave, O'Mara se présente comme candidat Cumann na nGaedheal à l'élection partielle qui a lieu le 12 mars 1924 et O'Mara est élu au 4e Dáil, siégeant jusqu'en 1927. Il ne se présente pas aux élections générales irlandaises de juin 1927 et se retire de la politique.
Il décède le 21 novembre 1948 et est enterré au cimetière Glasnevin de Dublin. Son épouse Agnès est décédée le 2 juin 1958.